# Clwb Pêl Droed Llanfairpwllgwyngyllgogerychwyrndrobwllllantysiliogogogoch Football Club
O Llanfairpwll F.C. é um clube de futebol da cidade de Llanfairpwllgwyngyllgogerychwyrndrobwllllantysiliogogogoch, no País de Gales. Foi fundado em 1899, tinha como nome original Llanfair Rovers.
O nome oficial do time é Clwb Pêl Droed Llanfairpwllgwyngyllgogerychwyrndrobwllllantysiliogogogoch Football Club (em galês). Foi campeão por duas vezes da Welsh Alliance League, equivalente à terceira divisão do futebol galês, a qual disputa atualmente.

## Títulos
- Welsh Alliance League: 1987–88 e 2000–01

## Elenco atual
- Atualizado em julho de 2015.[5]

Legenda
- : Capitão
- : Jogador suspenso
- : Jogador lesionado